# Berg Lake
Berg Lake är en sjö i Kanada.   Den ligger i provinsen British Columbia, i den centrala delen av landet, 3 200 km väster om huvudstaden Ottawa. Berg Lake ligger 1 641 meter över havet. Arean är 2,0 kvadratkilometer.Den sträcker sig 2,1 kilometer i nord-sydlig riktning, och 1,9 kilometer i öst-västlig riktning.
I omgivningarna runt Berg Lake växer i huvudsak barrskog. Trakten runt Berg Lake är nära nog obefolkad, med mindre än två invånare per kvadratkilometer.